# Cyr Alexandrijský
Svatý Cyr Alexandrijský, také Cyrus z Alexandrie (arabsky:أبو قير, Abúkir (Otec Kír); Abbacyrus) (kolem 250 Alexandrie, 31. leden 303 nebo 311 Abúkir, Egypt) byl egyptský lékař, křesťanský misionář, poustevník a mučedník.

## Život a legenda
O jeho životě je málo známo, informují o něm až tři legendy z let 469–479. Pocházel údajně ze vzdělané rodiny v Alexandrii, kde se vyučil lékařem a konvertoval ke křesťanské víře. Rozhodl se proto léčit zdarma a šířit křesťanskou víru jako misionář. Své pacienty obracel na víru a snažil se je odvracet od pověr a pohanských kultovních praktik. Jeho působiště bylo později proměněno na poutní místo, kde byl uctíván společně s dalšími světci, někdy je uváděn ve dvojici se svým žákem, bývalým římským vojákem sv. Janem Alexandrijským.
Za druhého období vlády římských tetrarchů začal Dioklecián (vládnoucí v letech 284–305) ve východních provinciích říše pronásledovat křesťany. Cyr byl údajně nejdříve alexandrijským prefektem vykázán z města. Odešl do Kanopy (nynějšího Abúkiru), kde přijal život askety -poustevníka.
Po zatčení tří křesťanských dívek, Théodosie, Théoktisty, Eudoxie a jejich matky Anastasie se Cyr rozhodl podpořit je ve víře a v utrpení, a doprovodil je do Alexandrie. Byl rovněž zatčen a sťat 31. ledna, pravděpodobně v roce 311, spolu se svým přítelem a žákem, bývalým vojákem Janem Alexandrijským.

## Úcta

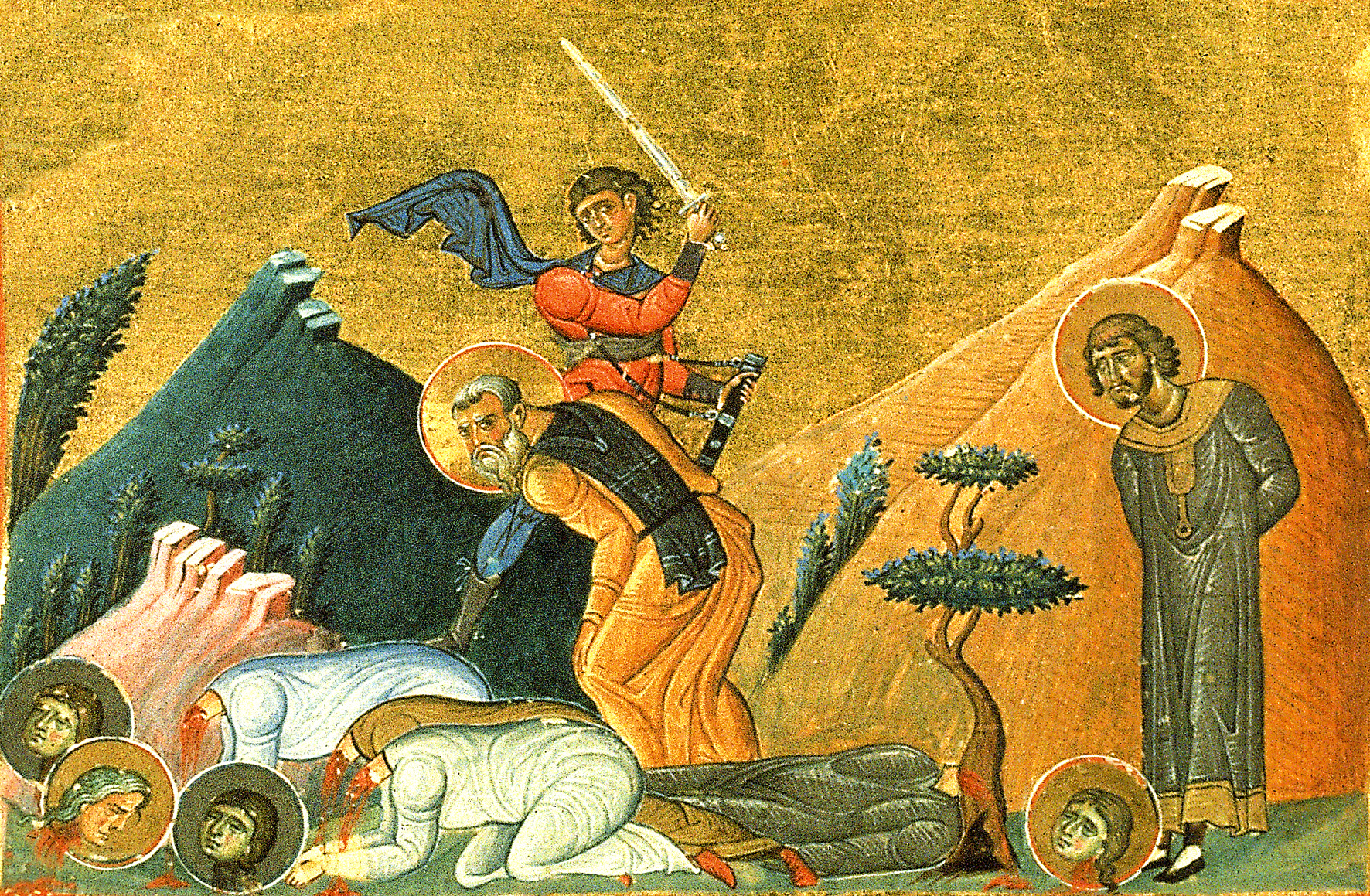
Stětí sv. Cyra, Theodósie, Theoktisty, Anastasie a Jana Alexandrijského v Menologiu Basileia II., 10. století, Konstantinopol

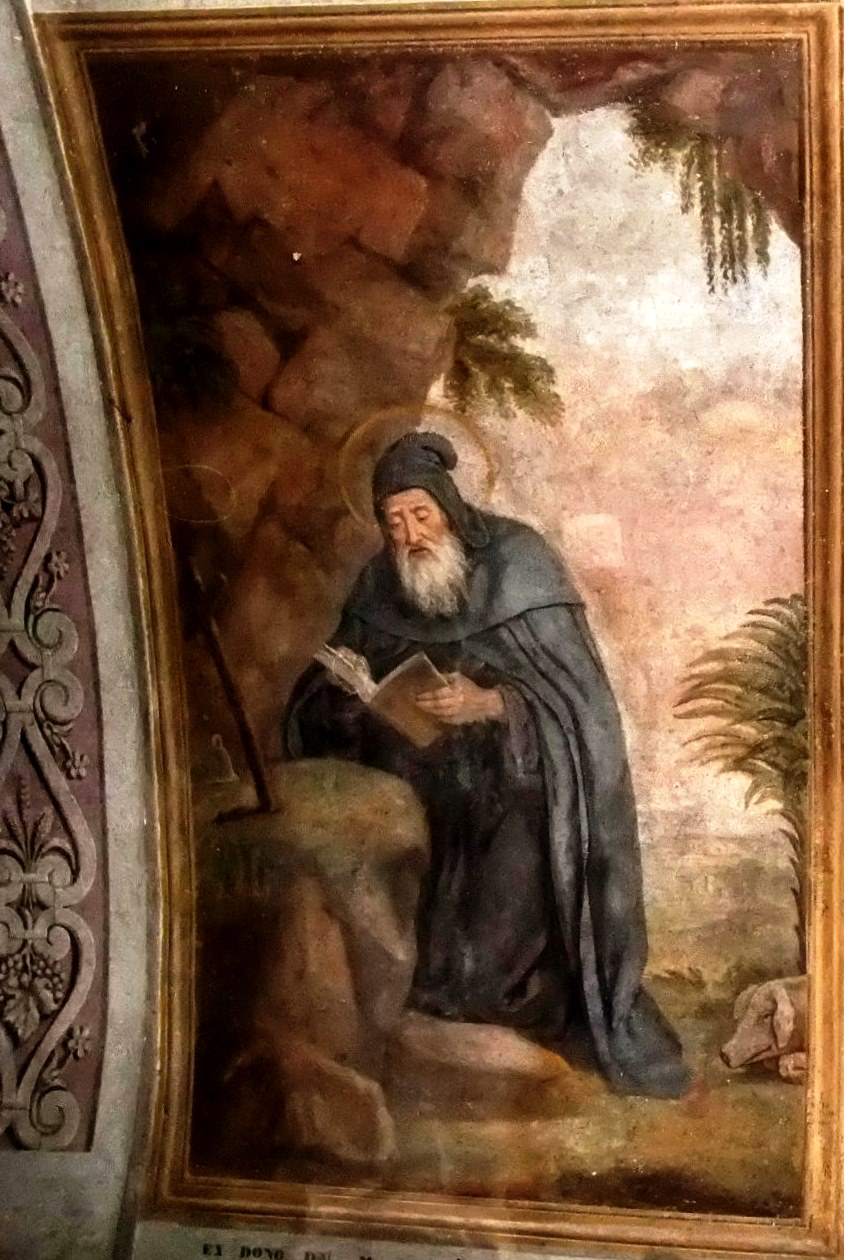
Freska v kostele sv. Cyra, obec St. Cyr, Francie

O Cyrovo svatořečení se v 5. století zasloužili patriarchové Cyril Alexandrijský, který dal přenést jeho ostatky z Abúkiru do Alexandrie, a Petros III. Mongos († 490), který dal napsat první životopisné legendy.
Cyr je od raného středověku uctíván jako mučedník, anargyros a léčitel církvemi koptskou, etiopskou, řeckou ortodoxní a pravoslavnými církvemi, nejčastěji v Řecku a v Rusku. Římskokatolické martyrologium připomíná jeho památku 31. ledna. Jako světce jej slaví Italové v Římě, a zejména v jižní Itálii (například procesí v městečku Grottaglie v Apulii) a od Neapole po Sicílii, je například spolupatronem města Katánie. Ve Francii má Cyrův kult silnou a dávnou tradici od doby galo-románské: například v Saint-Cyr-sur-Loire (v departmentu Indre-et-Loire), dále kostely sv. Cyra v obci St. Cyr (v departmentu Ardèche) nebo Sv. Cyra a Julitty v Chavroches (v departmentu Allier), posílení kultu souviselo také s Napoleonovými výpravami do Egypta.

## Ikonografie
Bývá vyobrazen jednak sám, jako poustevník nebo v oděvu patriarchy, jímž se nestal. Často totiž bývá ztotožňován nebo zaměňován s patriarchou Cyrilem Alexandrijským, například na mozaikách v řeckém klášterním chrámu Hosios Lukas). Je-li vyobrazen ve dvojici, pak stojící, se svým žákem sv. Janem Alexandrijským. Řadí se k pouštním egyptským eremitům, s nimiž bývá vyobrazen v koptských, etiopských a syrských památkách. Ve skupině mučedníků jej doprovázejí tři panny mučednice Theodosie, Theoktista, Eudoxie a jejich matka Anastasie. Jejich stětí brutálně ilustruje byzantská hagiografická encyklopedie, Menologium císaře Basileia II. z 10. století. Z byzantské tradice vycházejí také chrámové malby a ikony v Rusku.